# Vitalie Grușac
Vitalie Grușac (Grimăncăuți, URSS, 11 de septiembre de 1977) es un deportista moldavo que compitió en boxeo. Participó en tres Juegos Olímpicos de Verano, entre los años 2000 y 2008, obteniendo una medalla de bronce en Sídney 2000, en el peso wélter.

## Palmarés internacional
| Juegos Olímpicos | Juegos Olímpicos   | Juegos Olímpicos  | Juegos Olímpicos |
| Año              | Lugar              | Medalla           | Categoría        |
| ---------------- | ------------------ | ----------------- | ---------------- |
| 2000             | Sídney (Australia) | Medalla de bronce | 67 kg            |